# Suslinova hypotéza
Suslinova hypotéza je matematické tvrzení nacházející se na pomezí teorie množin, konkrétně nekonečné kombinatoriky, a topologie. Formuloval ji ruský matematik Michail Jakovlevič Suslin na přelomu desátých a dvacátých let 20. století. Suslinova hypotéza je nezávislá na axiomech Zermelovy-Fraenkelovy teorie množin s axiomem výběru (ZFC), tj. nelze ji v této teorii dokázat ani vyvrátit.

## Motivace
Tento odstavec obsahuje zdůvodnění toho, proč matematici projevovali o Suslinovu hypotézu poměrně značný zájem. Pro podrobnější definice používaných pojmů se podívejte do odstavce Suslinova přímka.
Husté lineární uspořádání, které je úplné, nemá nejmenší ani největší prvek a je separabilní, je izomorfní s uspořádáním reálných čísel. Toto tvrzení je snadným důsledkem Cantorovy věty o jednoznačnosti spočetných hustých lineárních uspořádání bez konců. Otázka, kterou si matematici na začátku 20. století položili, byla, zda je možné nahradit podmínku separability podmínkou c.c.c. (čti „sísísí“). Protože c.c.c. vyplývá ze separability, znamenala by záporná odpověď na tuto otázku existenci hustého lineárního úplného uspořádání bez konců, které je c.c.c. a přitom neseparabilní. Takové uspořádání se nazývá Suslinova přímka. Suslinova hypotéza je domněnka, že takový objekt nemůže existovat, tj. jinými slovy, že každé husté lineární úplné uspořádání bez konců, které je c.c.c., je již izomorfní reálné přímce.

## Znění
Suslinovu hypotézu je možné formulovat následujícím způsobem:
Neexistuje Suslinova přímka.

## Suslinovy objekty

### Suslinova přímka
Suslinova přímka je hustě lineárně uspořádaný topologický prostor (tj. topologický prostor {\displaystyle S} spolu s hustým lineárním uspořádáním {\displaystyle <} na {\displaystyle S} takovým, že topologie generovaná bází složenou z otevřených intervalů je shodná s původní topologií na {\displaystyle S}), který splňuje:
- V uspořádání {\displaystyle <} neexistuje nejmenší ani největší prvek.
- Uspořádání {\displaystyle <} je úplné (tj. každá neprázdná omezená podmnožina {\displaystyle S} má supremum).
- Uspořádání je c.c.c. (čti „sísísí“) (tj. každý systém po dvou disjunktních otevřených intervalů je nejvýše spočetný).
- Prostor {\displaystyle S} není separabilní (tj. neobsahuje spočetnou hustou podmnožinu).

### Suslinův strom
Suslinův strom (přesněji Suslinův {\displaystyle \omega _{1}}-strom, neboť se zavádí obecné Suslinovy {\displaystyle \kappa }-stromy) je částečně uspořádaná množina (T,<) splňující
- Pro každé a ∈ T je množina {\displaystyle \{s\in T;s\leq T\}} dobře uspořádaná relací <.
- Každá podmnožina T, která je lineárně uspořádaná relací <(tzv. řetězec), je nejvýše spočetná.
- Každá podmnožina T, jejíž každé dva prvky jsou v < neporovnatelné (tzv. antiřetězec), je nejvýše spočetná.
- Mohutnost T je {\displaystyle \omega _{1}} (nejmenší nespočetný kardinál; vyjádřeno funkcí alef tedy {\displaystyle \aleph _{1}}).

### Suslinova algebra
Suslinova algebra je bezatomární úplná Booleova algebra, která splňuje
- Je {\displaystyle (\omega ,\omega ,2)}-distributivní (tj. každý spočetný systém konečných rozkladů jednotky má společné zjemnění).
- Je c.c.c. (tj. každý systém po dvou disjunktních prvků je nejvýše spočetný).

## Ekvivalentní formulace
Suslinovu hypotézu je možné ekvivalentně formulovat pomocí pojmu Suslinova stromu nebo Suslinovy algebry. Následující tvrzení jsou ekvivalentní:
- Suslinova hypotéza (tj. neexistuje Suslinova přímka).
- Neexistuje Suslinův strom.
- Neexistuje Suslinova algebra.

## Konzistence
Následující seznam je stručným výčtem relativních konzistencí a inkonzistencí zahrnujících Suslinovu hypotézu.
- Suslinova hypotéza je nezávislá na axiomatice ZFC.
- Lze ukázat, že je dokonce nezávislá i na teoriích ZFC+GCH i ZFC+¬GCH (kde GCH je zobecněná hypotéza kontinua).
- Z diamantového principu (na {\displaystyle \omega _{1}}) plyne negace Suslinovy hypotézy.
- Martinův axiom spolu s negací hypotézy kontinua implikuje Suslinovu hypotézu.
- Z axiomu konstruovatelnosti plyne negace Suslinovy hypotézy.